# 물보
물보(物譜)는 조선 후기의 학자 이철환과 그의 아들 이재위가 1802년에 지은 어휘집이다. 이가환이 초고를 지었고, 이를 이재위가 체계적으로 정리해 간행하고 서문을 달았다. 이기경(李基慶)의 발문에 의하면 물보라는 표제를 지은 것도 이재위이다. 초고는 전해지지 않고, 사본 1책과 목판본으로 된 이본 1책이 현전한다.
천생만물(天生萬物)을 다룬 상편과 인위만사(人爲萬事)를 다룬 하편으로 나뉘는데, 상편에는 동식물의 이름이, 하편에는 신체 부위, 기물 등의 이름이 실렸다. 한자 이름과 한글 이름을 병기하였기에 근대 한국어와 방언의 연구 자료로도 가치가 있다.
KBS 2TV의 오락 프로그램 슈퍼 TV 일요일은 즐거워의 코너인 ‘공포의 쿵쿵따’에 ‘슭곰발’이라는 낯선 단어가 등장하여 2000년대 초반에 인기를 끌었는데, 이는 물보에 ‘큰 곰’을 지칭하는 어휘로 등재된 ‘슭곰’에 어느 누리꾼이 ‘발’을 합성하여 정말 존재한 단어인 양 제보한 것이 방송을 탄 것이다.